# Vanessa Chalá
Vanessa Fernanda Chalá Minda (13 de marzo de 1990) es una deportista ecuatoriana que compite en judo.
Ganó una medalla en los Juegos Panamericanos de 2019 y seis medallas en el Campeonato Panamericano de Judo entre los años 2014 y 2024.

## Palmarés internacional
| Juegos Panamericanos    | Juegos Panamericanos    | Juegos Panamericanos | Juegos Panamericanos |
| Año                     | Lugar                   | Medalla              | Categoría            |
| ----------------------- | ----------------------- | -------------------- | -------------------- |
| 2019                    | Lima (Perú)             | Medalla de bronce    | –78 kg               |
| Campeonato Panamericano |                         |                      |                      |
| Año                     | Lugar                   | Medalla              | Categoría            |
| 2014                    | Guayaquil (Ecuador)     | Medalla de bronce    | –70 kg               |
| 2018                    | San José (Costa Rica)   | Medalla de bronce    | –78 kg               |
| 2020                    | Guadalajara (México)    | Medalla de oro       | –78 kg               |
| 2021                    | Guadalajara (México)    | Medalla de oro       | –78 kg               |
| 2023                    | Calgary (Canadá)        | Medalla de bronce    | –78 kg               |
| 2024                    | Río de Janeiro (Brasil) | Medalla de bronce    | –78 kg               |